# Velký Buk
Velký Buk (německy Großer Buchberg) je rozložitý, zcela zalesněný znělcový vrch (736 m) na severu České republiky v Lužických horách, na území obce Svor v okrese Česká Lípa v Libereckém kraji, 3 km na východ od obce Kytlice v okrese Děčín v Ústeckém kraji.

## Geomorfologie

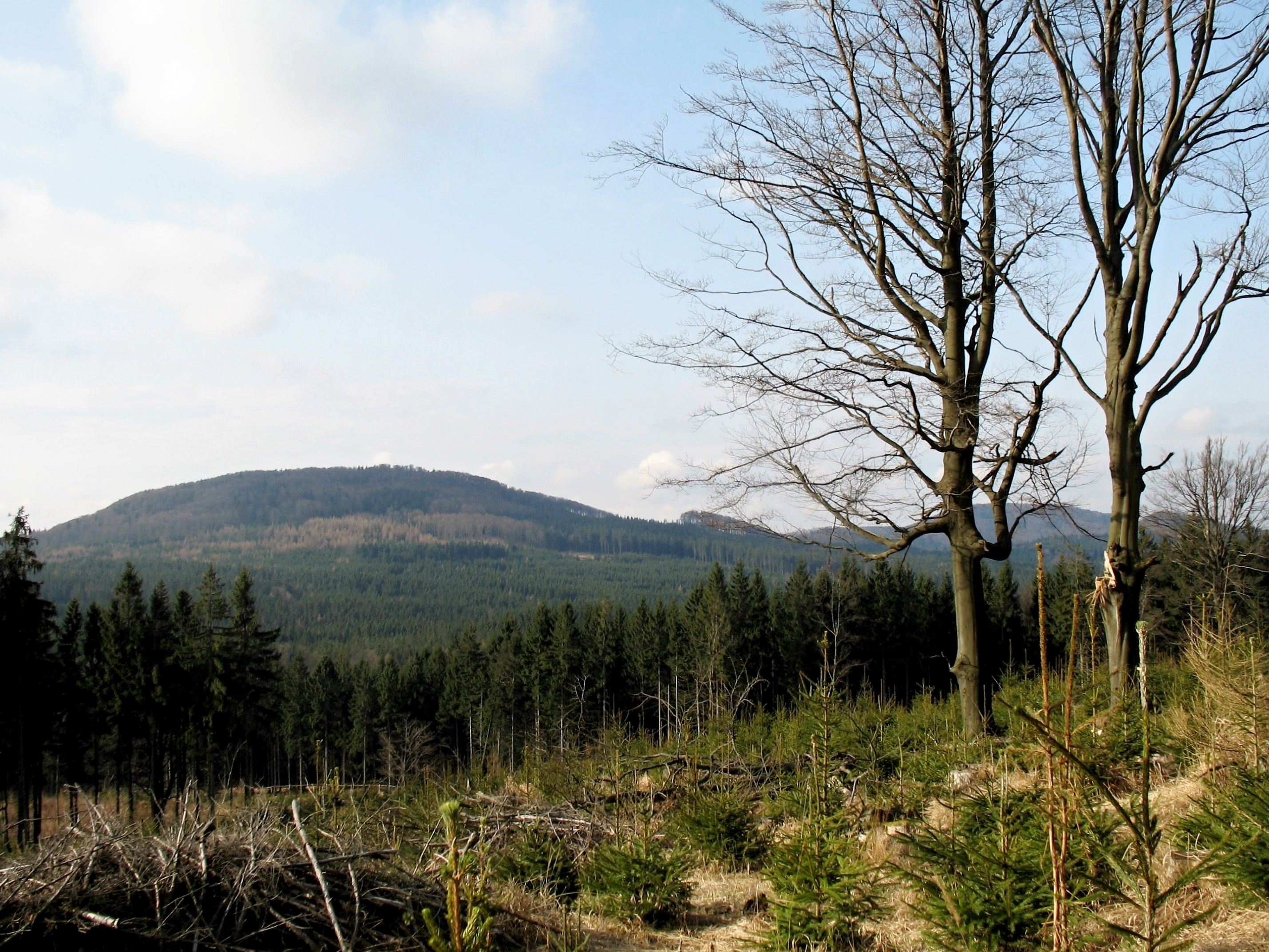
Pohled na Velký Buk z jižního svahu Stožce

Dle geomorfologického členění náleží Velký Buk do Kytlické hornatiny (IVA-2B), konkrétně do jejího okrsku Klíčská hornatina (IVA-2B-a).

## Popis a přístup
Svahy jsou porostlé mohutnými lesy (také buk, dub, javor klen, jilm), na východě se příkře svažují do údolí Boberského potoka.
Velký Buk katastrálně přísluší k obci Svor. Zhruba 2,5 km směrem na jih leží o 76 metrů nižší Rousínovský vrch. Podél východního úpatí obou vrchů vede silnice I. třídy I/9 ze Svoru na sever k Stožeckému sedlu a dále k česko-německému hraničnímu přechodu Rumburk/Neugersdorf.
Po západní straně obou vrchů je vedena zeleně značená turistická trasa KČT, která je v tomto úseku součástí evropské dálkové trasy E10. Až na vrchol Velkého Buku značená trasa vedena není.